# Феодорит (архиепископ Рязанский)
Архиепископ Феодорит (1551 — 10 (20) сентября 1617) — епископ Русской православной церкви, архиепископ Рязанский и Муромский.
Его память совершается 10 (23) сентября в день преставления, а также в Соборах Рязанских, Липецких и Костромских святых.

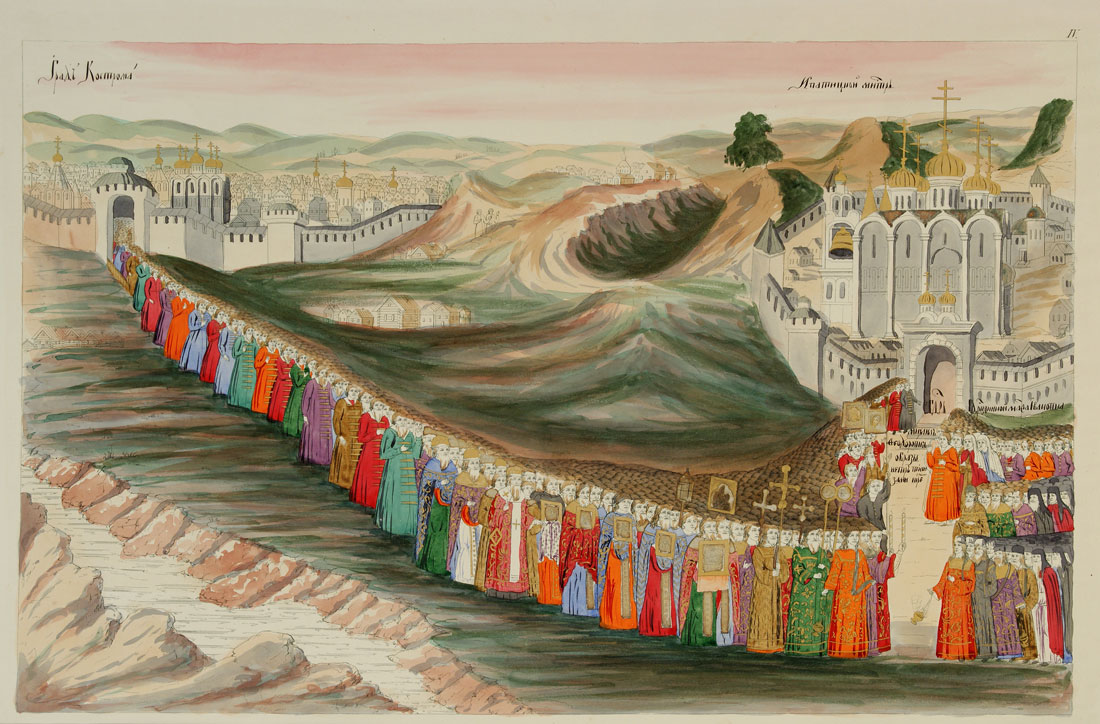
"Преосвященный архиепископ Феодорит Резанский со Освященным собором и боярин Федор Иванович Шереметев с товарыщи Преблагославенные Владычицы и присно девы Марии и великих чудотворцов Петра и Алексия и Ионы и с прочими и со множеством народа идоша ко обители Живоначальные Троицы в Ыпатцкой монастырь"

## Биография
Существует предание, что святитель был близким родственником боярина Фёдора Шереметева, имел поместья в Рязани.
Принял монашество не ранее 1589 года по благословению патриарха Иова.
С 1604 года — архимандрит Рязанского Спасского монастыря.
В августе 1605 года митрополитом Казанским Ермогеном хиротонисан во епископа Рязанского и Муромского с возведением в сан архиепископа.
8 (18) мая 1606 года присутствовал при браке Лжедмитрия I с Мариной Мнишек.
После свержения Лжедмитрия I участвовал в духовном торжестве при венчании на царство Василия Шуйского. При помощи и покровительстве Василия Шуйского воздвиг Успенский собор.
10 июня 1609 года архиепископ Феодорит открыл нетленные мощи святителя Василия, епископа Рязанского и торжественно перенёс их из Борисоглебской церкви в Успенский собор.
Участник Земского собора 1613 года. 21 февраля 1613 года, вопрошал народ с Лобного места о том, кого следует возвести на престол. Приглашал Михаила Романова на царство и благословил иконой Божией Матери. Подписался пятым в соборной грамоте по избрании на царство Михаила Фёдоровича.
Много потрудился над благоустройством своей обширной епархии.
10 сентября 1617 года архиепископ Феодорит мирно отошёл ко Господу. Он был погребён в Архангельском соборе Рязанского кремля. 18 июня 1998 года были обретены его мощи. 18 сентября этого года его мощи были перенесены в Свято-Троицкий монастырь Рязани. 20 июня 2002 года мощи святителя Феодорита были перенесены в Борисо-Глебский собор Рязани.